# فيتيل (ماء)
فيتيل (Vittel) هي علامة تجارية فرنسية للمياه المعبأة تُباع في العديد من البلدان. في عام 1992 امتلكتها شركة نستله. وهي واحدة من شركتي المياه المعدنية الفرنسية الرائدتين، إلى جانب بيرييه.
يتم إنتاج فيتيل باستخدام المياه المعدنية التي يتم الحصول عليها من «النبع العظيم» (Great Spring) في فيتيل، فرنسا، وقد تم تعبئتها وإتاحتها للأغراض العلاجية، وبشكل متزايد، للأغراض التجارية منذ عام 1854.
فيتيل كانت هي مزود المياه لماراثون لندن، للسنة العاشرة على التوالي في عام 2008.